# رباطية
الرباطية أو الأُفلُوس أو جنبة الربَاط أو الجَحْلِيْق أو ويرنوم هو جنس نباتي يتبع الفصيلة المسكية من طائفة ثنائيات الفلقة. كان هذا الجنس يصنف ضمن الفصيلة الخمانية (باللاتينية: Caprifoliaceae). يضم 150-175 نوعاً من الشجيرات والجنبات.
توجد نباتات هذا الجنس في النصف الشمالي للكرة الأرضية وجبال أطلس في المغرب العربي إضافة إلى المناطق الجبلية في أمريكا الجنوبية.

## أنواعه
- رباطية إهليلجية (باللاتينية: Viburnum ellipticum)
- رباطية جرداء (باللاتينية: Viburnum nudum)
- رباطية ثلاثية الفصوص (باللاتينية: Viburnum trilobum)
- رباطية درهمية الأزهار (باللاتينية: Viburnum opulus)
- رباطية لانتانية (باللاتينية: Viburnum lantana)
- الرِبَاطية العطرية (باللاتينية: Viburnum farreri)
- رباطية غارية (باللاتينية: Viburnum tinus)
- رباطية قيقبية الأوراق (باللاتينية: Viburnum acerifolium)
- الرِبَاطية الكَنَدية (باللاتينية: Viburnum lentago)
- رباطية مجعدة الأوراق (باللاتينية: Viburnum rhytidophyllum)
- الرِبَاطية مُسننة الأوراق (باللاتينية: Viburnum dentatum)
- الرباطية الشرقية (باللاتينية: Viburnum orientale)
- رباطية نغثية الأوراق (باللاتينية: Viburnum lantanoides)